# タイ工業連盟
タイ工業連盟 (タイ語:สภาอุตสาหกรรมแห่งประเทศไทย、英語：Federation of Thai Industries 英略称:FTI）は、タイ王国の民間企業が結成した経済団体。1987年12月29日に設置。現在の会長はモンゴンストリー・スパン様。

## 概要
タイ工業連盟はタイ王国の工業部門の民間企業がタイの工業発展の寄与するために1987年12月29日に結成した経済団体である。工業省の監督下にある。前身は、1967年11月13日に創設されたタイ工業協会（สมาคมอุตสาหกรรมไทย:ATI）である。連盟の目的は、タイ工業の地位を国内外で向上させ、工業の推進、発展の支援すること、政府と協力して国家政策を策定すること、会員の相談、支援を行うことである。
連盟は政府と協力してタイ工業を世界市場に進出させるために、外国企業とタイの企業を、資本、プロジェクト、人的資源の分野で相互に結びつける仲介者としての業務を行っている。

## 所在地
日本語：バンコク市サトーン区 トゥンマハメク地区 ナンリンチ通り No. ２ 創造技術研究所棟 ８階 
タイ語：ชั้น 8 อาคารปฏิบัติการเทคโนโลยีเชิงสร้างสรรค์　เลขที่ 2 ถนนนางลิ้นจี่ แขวงทุ่งมหาเมฆ เขตสาธร กรุงเทพฯ 10120 
英語：The Federation of Thai Industries. 8th Fl., Creative Technology Bldg. 2 Nang Linchi Rd., Thung Maha Mek, Sathon, Bangkok 10120 Thailand 

## 会員
連盟は二種類の会員によって構成される。
1. 一般会員-工業企業法人、工場、工業奨励に寄与する商業協会
2. 賛助会員-あらゆる一般個人、法人（工場、商業協会を除く）

会員は、産業業種部会と全国にある県工業連盟支部に所属することになる。連盟は各業種部会の間との連携が軸になっており、同業種部会で、顧客業種部会や他業種部会と調整連携を図る。連盟委員会は方針・運営の取りまとめをしており、委員は会員間の選挙によって選出される。任期は2年間。委員会メンバーの3分の2は委員会によって選出され、3分の1は部会と県工業連盟支部によって選出される。

## 組織

### 産業業種部会
４０の業種部会によって構成されている。
1. 農業機器部会
2. 空調・冷蔵部会
3. アルミニウム部会
4. 自動車部会
5. 自動車部品関連部会
6. セメント部会
7. セラミック部会
8. 化学部会
9. 電気・電子部会
10. 食品加工部会
11. 靴部会
12. 家具部会
13. ガス部会
14. ガラス部会
15. 鉄鋼部会
16. 皮革製品部会
17. 薬品部会
18. プラスチック部会
19. 印刷・包装部会
20. パルプ・製紙部会
21. ゴム製品部会
22. 合板・建築用木板部会
23. 衣類部会
24. 繊維部会
25. 機械・金属部会
26. 硬石・軟石部会
27. 石油精製工場部会
28. 屋根・外装飾部会
29. 宝石・装飾品部会
30. 石油化学部会
31. 廃棄物処理部会
32. 手工業部会
33. 砂糖部会
34. 代替エネルギー部会
35. 発電事業部会
36. 製材部会
37. バイオテクノロジー部会
38. ソフトウェア部会
39. 薬草部会
40. 鋳造部会

### 県工業連盟支部
県ごとに県工業連盟支部の立ち上げられており、バンコクを除くすべての県、74県に支部が存在する。

### 開発研究所
連盟はさまざまな業種が発展できるように多くの開発研究所を有しており、会員には研究所や連盟のネットワークに所属する組織の成果を利用し、業務に役立てる権利がある。
- GS1タイ研究所（สถาบันรหัสสากล、GS1 Thailand)
- 産業エネルギー研究所（สถาบันพลังงานเพื่ออุตสาหกรรม、The Institute of Industrial Energy）
- 人材開発研究所（สถาบันเสริมสร้างขีดความสามารถมนุษย์、The Human Capacity Building Institute）
- 産業開発研究所（สถาบันวิจัยพัฒนาและนวัตกรรมเพื่ออุตสาหกรรม、The Research and Development for Industry Institute ）
- 環境包装研究所（สถาบันการจัดการบรรจุภัณฑ์เพื่อสิ่งแวดล้อม、Thailand Institute of Packaging Management for Sustainable Environment ）
- 産業情報通信技術研究所（สถาบันเทคโนโลยีสารสนเทศและการสื่อสารเพื่ออุตสาหกรรม、Institute of Information and Communication Technology for Industries）
- 中小産業研究所（สถาบันวิสาหกิจขนาดกลางและขนาดย่อมอุตสาหกรรมการผลิต、Small and Medium Industry Institute ）
- 水環境研究所（สถาบันน้ำและสิ่งแวดล้อมเพื่อความยั่งยืน、Water and Environment Institute for Sustainability)
- 農業産業研究所 (สถาบันอุตสาหกรรมเพื่อการเกษตร、Institute of Agro-based Industries)

## 項
- 工業省 (タイ)
- タイ商業会議所（TCC）
- タイ商業会議所連合（BOT）
- タイ銀行協会（TBA）
- 盤谷日本人商工会議所